# Tylopilus balloui
Espèce
Tylopilus balloui est une espèce de champignons basidiomycètes de la famille des Boletaceae.

## Description
Tylopilus balloui(i) est une espèce comestible mais parfois amère sans odeur distinctive. Elle est reconnaissable par son chapeau de 5 à 12 cm de large, convexe, devenant presque plat, souvent irrégulier. Il a une surface sèche, non collante ni visqueuse, d'un orange vif à orange-rouge vif, cannelle ou brun clair avec l'âge. Sa chair est blanche, devenant rosé-brun clair à violet-brun lorsqu'elle est coupée ou blessée.
La face des pores est blanche à blanc sale, devenant brun clair ou légèrement rosée avec l'âge, jamais jaune, se tachant de brun lorsqu'elle est blessée. Ses pores, au nombre de un ou deux par millimètre, sont légèrement angulaires.
Son stipe, long de 2,5 à 12 cm et d'une épaisseur de 6 à 25 mm, est cylindrique ou légèrement renflé à la base ou au-dessus, plein, non réticulé ou seulement légèrement au sommet, blanchâtre ou teinté de jaune à orange, se tachant de brunâtre lorsqu'il est coupé, blessé ou avec l'âge. Sa surface est lisse ou légèrement écailleuse. Il a un voile partiel et il n'a pas d'anneau.
L'empreinte de ses spore sont brun pâle, brun clair ou brun rougeâtre.
Cette espèce peut être solitaire, dispersée ou en groupe. Elle se trouve au sol sur les pelouses, sous les arbres ou dans les bois, particulièrement près des chênes, hêtres et pins. Elle est présente d’août à septembre. Elles sont rare à trouver car elles ne sont ni abondantes ni systématiques dans les endroits où elles poussent.

## Systématique
Le nom correct complet (avec auteur) de ce taxon est Tylopilus balloui (Peck) Singer, 1947.
L'espèce a été initialement classée dans le genre Boletus sous le basionyme Boletus balloui Peck, 1912.
Tylopilus balloui a pour synonymes :
- Boletus balloui Peck, 1912
- Boletus ballouii Peck (1912), 1912
- Gyrodon ballouii (Peck) Snell, 1941
- Rubinoboletus balloui (Peck) Heinem. & Rammeloo, 1983
- Rubinoboletus ballouii (Peck) Heinem. & Rammeloo (1983), 1983
- Tylopilus ballouii (Peck) Singer (1947), 1947